# Brzeziny (gromada w powiecie krasnostawskim)
Brzeziny (od 29 III 1960 Kraśniczyn I) – dawna gromada, czyli najmniejsza jednostka podziału terytorialnego Polskiej Rzeczypospolitej Ludowej w latach 1954–1972.
Gromady, z gromadzkimi radami narodowymi (GRN) jako organami władzy najniższego stopnia na wsi, funkcjonowały od reformy reorganizującej administrację wiejską przeprowadzonej jesienią 1954 do momentu ich zniesienia z dniem 1 stycznia 1973, tym samym wypierając organizację gminną w latach 1954–1972.
Gromadę Brzeziny siedzibą GRN w Brzezinach utworzono 1 stycznia 1960 w powiecie krasnostawskim w woj. lubelskim z obszarów zniesionych gromad Surhów i Kraśniczyn I w tymże powiecie.
29 marca 1960 gromadę Brzeziny zniesiono przez przeniesienie siedziby GRN z Brzezin do wsi Kraśniczyn (I) (w obecnym brzmieniu Czajki) i zmianę nazwy jednostki na gromada Kraśniczyn I. Gromada przetrwała zaledwie niecałe trzy miesiące.